# Trichopodus microlepis
Trichopodus microlepis, conosciuto comunemente come gurami chiaro di luna è un pesce d'acqua dolce appartenente alla famiglia Osphronemidae.

## Distribuzione e habitat
Questa specie è originario del Vietnam e della Cambogia nei bacini del Mekong e del Chao Phraya, ma negli ultimi anni è stato introdotto in Laos ed in Thailandia (sempre nel bacino del Mekong). Negli ultimi anni si è riscontrata una presenza importante anche nei bacini d'acqua dolce della Colombia, probabilmente dovuta a una fuga da qualche allevamento. Abita le acque dolci calme e le pianure allagate, molto ricche di vegetazione.

## Descrizione
La forma è di quella tipica degli Osphronemidae: molto compresso ai fianchi, profilo dorsale orizzontale e ventre molto pronunciato, con il vertice a 1/3 dell'intera lunghezza. Peduncolo caudale stretto, coda morbidamente forcuta. La pinna dorsale è alta, le pettorali sono allungate, le ventrali lunghe e filiformi. La pinna anale è corta e si sviluppa in lunghezza, terminando al peduncolo caudale. La livrea è molto semplice: tutto il corpo è grigio verde con dei bellissimi riflessi argentati e azzurri metallici, più scuro sul dorso. Raggiunge una lunghezza massima di 13 cm.

## Riproduzione
Il maschio costruisce un nido di bolle e durante l'accoppiamento la femmina vi depone dalle 500 alle 1000 uova per volta, che il maschio provvede a fecondare esternamente.

## Alimentazione
Il gurami chiaro di luna è onnivoro ma si nutre principalmente di crostacei, zooplancton ed insetti acquatici.

## Acquariofilia
Come gli altri Trichopodus è una specie diffusa negli acquari privati, una tra le più conosciute della famiglia Osphronemidae già riprodotta in cattività.